# Bertrand Gille (historien)
Pour les articles homonymes, voir Bertrand Gille et Gille (homonymie).
Bertrand Gille est un archiviste, historien et technologue français, né le 29 mars 1920 à Paris et mort dans la même ville le 30 novembre 1980.

## Biographie
Son père est polytechnicien, ingénieur du génie maritime, et s’est lui-même intéressé à l’histoire des techniques, mais à peu près uniquement dans le domaine de la construction navale.
Bertrand Gille suit des études secondaires au lycée Janson-de-Sailly et au lycée Louis-le-Grand, et obtient une licence d’histoire à la Sorbonne, tout en suivant des cours à la faculté de droit. Après des études à l'École des chartes, il devient archiviste paléographe en 1943 avec une thèse portant sur « l'industrie du fer en France de Colbert à la Révolution ». Il est ensuite conservateur aux Archives nationales — où il crée le service des archives d'entreprises — puis professeur d'université à Clermont-Ferrand et à Paris I ainsi que directeur de recherches à la IVe section de l'École pratique des hautes études.
Ses travaux concernent les domaines de la sidérurgie et de la banque, ainsi que l'histoire des sciences et des techniques.
Gille était correspondant de la Society for the History of Technology (en) qui lui a décerné en 1970 sa plus haute distinction, la médaille Leonardo da Vinci.

## Travaux

### Les ingénieurs de la Renaissance(1960)
À l’époque où décline le régime féodal et où s’annonce le capitalisme moderne, se met en place en Europe tout un système technique nouveau sans lequel la science classique n’aurait pu prendre son essor. Bertrand Gille dresse dans sa thèse un inventaire de tout ce que les ingénieurs de la Renaissance, notamment Léonard de Vinci, ont apporté dans des domaines aussi différents que la technologie guerrière, l’architecture, la métallurgie, les machines textiles, l’horlogerie, l’hydraulique, etc. Travail original et passionnant, mais difficile car il a fallu débuter par un dépouillement systématique des grandes bibliothèques européennes, dont les notices étaient dépourvues de la précision technique souhaitable. Des comparaisons entre les manuscrits ont été également faites. Un catalogue de manuscrits portant sur l’école allemande, l’école italienne, les ouvrages consacrés à Léonard de Vinci, ainsi que le recueil de dessins de machines sont donnés en bibliographie. Le premier palier de la recherche est essentiellement consacré aux prédécesseurs de Léonard de Vinci, les origines grecques puis l’école allemande, l’école italienne et enfin Francesco di Giorgio Martini. Le second volet de ce travail est consacré uniquement à Léonard de Vinci, à sa carrière d’ingénieur et de technicien, et à sa méthode.

### Histoire de la maison Rothschild(1965-1967)
Ce livre est fondé sur la consultation des archives de la firme Rothschild mais également sur des centaines d'archives publiques et privées recensées au niveau international. Il éclaire notamment le rôle de la famille Rothschild dans le financement des guerres d'Europe et d'Amérique.

### Histoire des techniques(1978)
Partant du constat qu'une technique isolée n'existe pas et qu'elle doit faire appel à des « techniques affluentes », Bertrand Gille propose dans cet ouvrage de voir l’histoire à travers la succession des «systèmes techniques» qu’il définit comme l’ensemble des cohérences qui se tissent à une époque donnée entre les différentes technologies et qui constituent un stade plus ou moins durable de l’évolution des techniques. L'adoption d'un système technique entraîne nécessairement l'adoption d'un système social correspondant afin que les cohérences soient maintenues. Pour l'auteur le système technique est toujours en avance sur les autres systèmes humains (juridique, politique, économique…) et d’expérience on constate que l’entrepreneur a tendance à résister aux changements de systèmes. Ainsi chaque époque serait caractérisée par une synergie entre quelques techniques fondamentales, créant une économie spécifique (comme pour le système actuel basé sur le couple électronique/informatique). Les limites structurelles se font sentir à la fin de la période d'expansion du système : ce moment se caractérise soit par la difficulté d'accroître les quantités, soit par la difficulté de baisser les coûts de production, soit encore par l'impossibilité de diversifier les productions. Dans son analyse historique l'auteur montre l'existence de systèmes techniques bloqués.

### Les Mécaniciens grecs(1980)

Épure balistique du palintone montrant l'utilisation du module pour concevoir la machine

Gille montre ici que la Grèce antique ne fut pas seulement un haut lieu de la pensée abstraite, origine de notre science théorique. Elle vit s’épanouir aussi une véritable école de mécaniciens qui, de Thalès et Archimède à Philon de Byzance et Héron d'Alexandrie, pour se prolonger jusqu’à Vitruve, donna naissance à la technologie. Tous les hommes de cette riche époque nous fournissent l’image de savants attirés tout autant par la science pure que par les problèmes matériels, et c’est aux philosophes qu’on doit une séparation arbitraire entre science et technique.
C’est à l’époque d’Archytas que sont mises au point les cinq chaînes cinématiques élémentaires, évènement considérable pour la technique. Elles permettront la transmission comme la transformation du mouvement pour satisfaire une demande nouvelle faite de besoins matériels (machines élévatrices, d'épuisement…) mais aussi de plaisir des yeux avec en particulier les automates de divertissement. Grâce à l’arbre à cames, les Grecs d’Alexandrie inventeront la programmation c'est-à-dire la réalisation d’opérations prévues à l’avance. Grâce à l’écoulement de l’eau ou à la chute d’un poids, il suggèreront la régulation automatique ou feedback. Ils ajouteront au corpus des considérations relatives à la pneumatique de l’air et de l’eau et la mise en pratique remarquable de la notion de module.
Les Grecs exprimeront le rêve de donner à la technique une formulation mathématique, d’assurer leurs résultats par la voie démonstrative, de fournir à leurs solutions une vérité intangible applicable en toutes circonstances.

### Petites questions et grands problèmes: labrouette(1980)
Dans cet article tardif et dont le sujet peut paraître mineur, l'auteur mobilise ses connaissances historiques pour proposer un exercice de réflexion critique.

## Publications
- Les Origines de la grande industrie métallurgique en France, éditions Domat Montchrestien, 1947
- Histoire économique sociale de la Russie du Moyen Âge au XIXe siècle, Payot, 1949
- Esprit et civilisation techniques au Moyen Âge, 1952
- Les développements technologiques en Europe de 1100 à 1400, éditions de la Baconnière, 1956
- Recherches sur la formation de la grande entreprise capitaliste (1815-1848), SEVPEN, 1959.
- Histoire de la Maison Rothschild, tome 1: Des origines à 1848, Droz, 1965
- Histoire de la Maison Rothschild, tome 2: 1848-1870, Droz, 1967
- La sidérurgie Française au XIXe siècle, Droz, 1968
- Histoire des techniques : Technique et civilisations, technique et sciences (dir), Gallimard, collection La Pleïade, 1978
- Les Ingénieurs de la Renaissance, Seuil, collection Points Sciences, 1978
- Les sources statistiques de l'histoire de France. Des enquêtes du XVIIe siècle à 1870, Droz, 1980
- Les mécaniciens grecs. La naissance de la technologie, Seuil, 1984
- Le conseil général des manufactures. Inventaire analytique des procès-verbaux, EHESS, 1995